# Parnell (Misuri)
Parnell es una ciudad ubicada en el condado de Nodaway en el estado estadounidense de Misuri. En el Censo de 2010 tenía una población de 191 habitantes y una densidad poblacional de 256,06 personas por km².

## Geografía
Parnell se encuentra ubicada en las coordenadas 40°26′19″N 94°37′19″O / 40.43861, -94.62194. Según la Oficina del Censo de los Estados Unidos, Parnell tiene una superficie total de 0.75 km², de la cual 0.75 km² corresponden a tierra firme y (0%) 0 km² es agua.

## Demografía
Según el censo de 2010, había 191 personas residiendo en Parnell. La densidad de población era de 256,06 hab./km². De los 191 habitantes, Parnell estaba compuesto por el 99.48% blancos, el 0% eran afroamericanos, el 0% eran amerindios, el 0.52% eran asiáticos, el 0% eran isleños del Pacífico, el 0% eran de otras razas y el 0% pertenecían a dos o más razas. Del total de la población el 0% eran hispanos o latinos de cualquier raza.